# Радини-Тедески, Джакомо Мария
Джакомо Мария Радини-Тедески (итал. Giacomo Maria Radini-Tedeschi; род. 12 июля 1857, Пьяченца, Италия) — 22 августа 1914 года, Бергамо, Италия) - итальянский прелат, преподаватель, социолог, епископ Бергамо с 1905 по 1914 год.

## Биография
Происходил из аристократической семьи,  рукоположен в сан священника в 1879 году, профессор канонического права в Пьяченце, с 1883 года  работает в Комитете конгрессов и католических комитетов, с 1890 года - сотрудник Государственного Секретариата Святого Престола, каноник собора Св. Петра в Ватикане и профессор социологии в Коллегии Леониано в Риме. 
4 января 1905 года объявлен епископом Бергамо и 29 января 1905 года папой Пием X рукоположен в Сикстинской капелле.
Избрал своим секретарем священника Анджело Ронкалли, будущего Папу Иоанна XXIII, последний стал также автором биографии епископа  (итал.).